# Parisian (Schiff, 1881)
Die Parisian war ein 1881 in Dienst gestellter Transatlantikliner der britisch-kanadischen Reederei Allan Line, der im nordatlantischen Passagier- und Frachtverkehr zwischen Großbritannien und den USA sowie Kanada eingesetzt wurde. 1913 wurde sie nach über 30 Jahren außer Dienst gestellt und im darauffolgenden Jahr in Genua verschrottet.

## Das Schiff
Das 5359 BRT große Dampfschiff Parisian wurde bei der Werft Robert Napier & Sons im schottischen Govan gebaut. Sie und ihr Schwesterschiff, die bereits im Dezember 1879 in Dienst gestellte Buenos Ayrean (4005 BRT) waren die zu dem Zeitpunkt größten Schiffe der Allan Line und gehörten zu den größten Postdampfern auf dem Nordatlantik. Die Parisian hatte zwei Schornsteine, vier Masten, einen geraden Steven und einen einzelnen Propeller. Sie wurde von einer dreizylindrigen Verbunddampfmaschine der Bauwerft angetrieben, die 800 PS leistete und eine Höchstgeschwindigkeit von 14 Knoten ermöglichte. Die Parisian war der erste Transatlantikdampfer mit einem Schlingerkiel.
Das Schiff konnte 150 Passagiere in der Ersten, 100 in der Zweiten und 1000 in der Dritten Klasse aufnehmen. Am 26. Februar 1881 fanden die Probefahrten statt und am 10. März 1881 lief die Parisian in Liverpool zu ihrer Jungfernfahrt nach Halifax und Boston aus. Am 28. April 1881 lief sie erstmals auf der Route von Liverpool nach Quebec und Montreal aus. 1899 wurde das Schiff mit neuen Dreifachexpansions-Dampfmaschinen von Workman, Clark aus Belfast ausgestattet. Zudem wurden ihre Takelage und der vordere Schornstein entfernt. 1902 wurde sie mit einem Funkapparat für drahtlose Telegrafie der Telekommunikationsgesellschaft Marconi ausgerüstet.
Am 16. März 1905 begann die Parisian ihre letzte Fahrt auf der Route von Liverpool nach Halifax. Am 25. Mai 1905 begann ihr neuer Service auf der Route von Glasgow nach New York, doch nur ein Jahr später wurde sie auf die Strecke Glasgow–Boston umgesetzt und beförderte dabei nur Passagiere Zweiter und Dritter Klasse. Ab dem 30. April 1908 fuhr sie von London nach Quebec und Montreal und ab dem 17. September 1909 war sie wieder auf der Glasgow-Boston-Route. Am 31. Oktober 1913 lief sie zu ihrer letzten Fahrt auf dieser Route aus. Am 27. November 1913 traf sie am Ende der Rundreise wieder in Glasgow ein. Anfang 1914 wurde das 33 Jahre alte Schiff im italienischen Genua verschrottet.

## Zwischenfälle
Am 25. März 1905 kollidierte die Parisian mit 900 Menschen an Bord beim Einlaufen in den Hafen von Halifax mit dem aus Hamburg kommenden Hapag-Dampfer Albano (3747 BRT). Die Parisian hatte gestoppt, um den Lotsen Mr. Flemming aufzunehmen, als sich die Albano näherte. Kapitän J. M. Johnston von der Parisian erkannte, dass es zur Kollision kommen würde und gab den Befehl „volle Kraft voraus“, damit er nicht mittschiffs getroffen würde. Die Albano (Kapitän Kudenhold) signalisierte zwar, dass sie volle Kraft zurückgehen würde. Trotzdem kam es zu dem Unfall. Die Albano rammte die Parisian, als diese versuchte, das Dock zu erreichen. Sie nahm Wasser auf, konnte aber ihre Passagiere sicher landen und ging nicht vollständig unter. Sie wurde zu Pier 2 geschleppt und sank dort auf den seichten Grund. Sie wurde wieder flott gemacht und repariert. Das Gerücht, die Parisian sei mit allen Menschen an Bord gesunken, sorgte für einen Ansturm von Schaulustigen auf den Hafen.
Der zweite bemerkenswerte Zwischenfall war ihre Rolle im Zusammenhang mit dem Untergang der Titanic am 15. April 1912. Am Abend zuvor, am 14. April um 22.25 Uhr, also eine Stunde und 15 Minuten vor dem Zusammenstoß mit dem Eisberg, schickte der Funker der Parisian, Donald Sutherland, eine Positionsmeldung an die Titanic („50 Meilen west-südwestlich“), die auch von ihr zur Kenntnis genommen wurde. Sutherland ging daraufhin zu Bett und nahm den Funkbetrieb um 8 Uhr morgens am 15. April wieder auf. Zu dem Zeitpunkt war die Titanic bereits gesunken.
Das Schiff beteiligte sich dann an der Suche nach Überlebenden, traf jedoch am 17. April 1912 in Halifax mit der Nachricht ein, keine weiteren Überlebenden gefunden zu haben. Es wurde zunächst berichtet, sie sei das Schiff gewesen, das die Titanic-Überlebenden zunächst geborgen und dann zur Carpathia transferiert hatte. Dies war jedoch eine Falschmeldung oder ein Missverständnis, wie es in den frühen Tagen der drahtlosen Telegrafie häufig vorkam. Die Überlebenden wurden direkt von der Carpathia aufgenommen und nach New York gebracht.